# Ослин, Петер
Карл Петер Ослин (швед. Karl Peter Åslin, 21 сентября 1962, Норртелье, Швеция — 19 января 2012, Лександ, Швеция) — шведский хоккеист, голкипер сборной Швеции по хоккею, бронзовый призёр зимних Олимпийских игр в Калгари 1988

## Спортивная карьера
Начал карьеру игрока в команде родного города ХК Норртелье, перейдя в АИК Солна, стал чемпионом страны в сезонах 1981/82 и 1983/84. Третий раз он выиграл национальный чемпионат в составе клуба HV71 (1994/95). Закончил выступать в 37 лет в составе лондонского London Knights.
Достижения на международной арене:
- 1980 г. — бронзовый призёр чемпионата Европы (до 18 лет),
- 1980 г. — бронзовый призёр чемпионата мира (до 20 лет),
- 1981 г. — чемпион мира (до 20 лет),
- 1986 г. — серебряный призёр чемпионата мира,
- 1988 г. — бронзовый призёр Олимпийских игр в Калгари,
- 1990 г. — серебряный призёр чемпионата мира,
- 1992 г. — чемпион мира,
- 1993 г. — серебряный призёр чемпионата мира.